# Vernazza
Vernazza es una localidad y municipio situados en la provincia de La Spezia, Liguria, en el noroeste de Italia. Sobre el Mar de Liguria es uno de los cinco pueblos de la región de Cinque Terre considerados Patrimonio de la Humanidad.
Vernazza es la cuarta localidad mirando al norte en Cinque Terre. No tiene tráfico (una carretera conduce a un aparcamiento en los límites de la población) y se conserva como uno de los más auténticos "pueblos de pescadores" de la Riviera Italiana.

## Evolución demográfica
| Gráfica de evolución demográfica de Vernazza entre 1861 y 2001 |
|                                                                |
| Fuente ISTAT - elaboración gráfica de Wikipedia                |

## Lugares de interés
- La iglesia de Santa Margherita d'Antionchia, comenzada en 1318. Contiene una nave y dos pasillos con una torre octogonal que nace desde la zona del ábside.
- Castillo de Doria
- Ermita del Santuario di Nostra Signora di Reggio, a aproximadamente media hora a pie desde Vernazza. El amplio camino que conduce a la ermita está señalizada con las Estaciones de la Cruz. Alrededor de la ermita hay gran zona sombreada, con amplias vistas hacia el mar, así como a los viñedos de las colinas, y varias estatuas de María y José.
- La playa en el puerto protegido del lado noroeste.